# 16356 Univbalttech
16356 Univbalttech è un asteroide della fascia principale. Scoperto nel 1976, presenta un'orbita caratterizzata da un semiasse maggiore pari a 3,1472617 UA e da un'eccentricità di 0,1291433, inclinata di 2,77641° rispetto all'eclittica.